# Futuro Jalisco
 (mai 2021).
Futuro est un parti politique local de l'État de Jalisco, au Mexique. Il a commencé comme mouvement social en 2013 comme Wikipartido, et il a obtenu son registreen tant que parti politique en 2020.
Les figures publiques plus connues de l'organisation sont le ancien représentant indépendant Pedro Kumamoto, la présidente Susana de la Rose et la conseillère politique Susana Ochoa,,.

## Idéologie
L'idéologie du parti est de progressiste, proche à la démocratie sociale. 
1. ↑  « Caminos a Futuro I » (consulté le 27 août 2020)
2. ↑  « Caminos a Futuro II » (consulté le 27 août 2020)
3. ↑  (es) « Qué es futuro - Futuro Jalisco », sur hayfuturo.mx (consulté le 21 novembre 2023).